# Bahnhof Wuppertal-Unterbarmen
Der Bahnhof Wuppertal-Unterbarmen ist ein Wuppertaler Bahnhof an der Bahnstrecke Elberfeld–Dortmund.

## Geschichte
Bei der Eröffnung der Bahnstrecke Elberfeld–Dortmund, der Stammstrecke der Bergisch-Märkischen Eisenbahn-Gesellschaft, gab es den Bahnhof noch nicht, er wurde erst später gebaut und unter dem Namen Unterbarmen BM 1880 eröffnet. Er sollte das westliche Gebiet der damals selbstständigen Stadt Barmen erschließen. Er wurde etwas später als der Bahnhof Unter-Barmen Rh (später Bahnhof Wuppertal-Loh) auf der Konkurrenz-Strecke der Rheinischen Eisenbahn-Gesellschaft gebaut.
Der Bahnhof war als Durchgangsbahnhof mit zwei Fernverkehrs- und zwei Nahverkehrsgleisen konzipiert. Ein weiteres fünftes Gleis stellte eine Pendel-Verbindung zum Bahnhof Barmen dar und wurde für den Rangierbetrieb genutzt, ohne die Fernverkehrs- oder Nahverkehrsgleise zu blockieren. In der Nähe des Bahnhofes befanden sich die Firmen Rittershaus & Blecher GmbH (heute die Christian-Morgenstern-Schule) und die Wicküler-Brauerei. So wurde ein großer Teil des Verkehrs am Bahnhof mit Frachtgütern abgewickelt.
1897 wurde unter Leitung der Preußischen Staatseisenbahnen der Bahnhof nach Barmen-Unterbarmen umbenannt. Eine weitere Umbenennung gab es 1930 nach Unterbarmen und 1950 nach Wuppertal-Unterbarmen. Zwei Stellwerksgebäude wurden 1978 niedergelegt.

## Heutige Nutzung
Nach der Einrichtung der S-Bahn-Linie S 8 der S-Bahn Rhein-Ruhr zum Mai 1988 wurden die Weichen des Bahnhofs an der Fernbahnstrecke entfernt. Er liegt daher ausschließlich an der S-Bahn-Strecke und wird nur noch als S-Bahn-Halt genutzt. Es bedienen ihn die S 8 von Mönchengladbach Hbf nach Hagen Hbf, die S 9 von Hagen Hbf nach Recklinghausen Hbf und die S 7 von Wuppertal Hbf über Remscheid nach Solingen Hbf. Der Zugang zu den ehemaligen Fernbahnsteigen wurde zurückgebaut und die Bahnsteige sind selbst komplett abgebaut, allerdings befinden sich die Fernbahngleise immer noch in derselben Lage, so dass im Bereich des Haltepunkts der Gleisabstand wesentlich größer ist als üblich.
| Linie | Verlauf | Takt                                                                       | Betreiber     |
| ----- | --- | -------------------------------------------------------------------------- | ------------- |
| S 7   | Der Müngstener: Wuppertal Hbf – W-Unterbarmen – W-Barmen – W-Oberbarmen – W-Ronsdorf – RS-Lüttringhausen – RS-Lennep – Remscheid Hbf – RS-Güldenwerth – SG-Schaberg – Solingen Mitte – SG-Grünewald – Solingen Hbf Stand: Fahrplanwechsel Dezember 2023 | 20 min (wochentags) 30 min (Wochenenden/Feiertage)                         | RheinRuhrBahn |
| S 8   | Hagen Hbf – HA-Wehringhausen – HA-Heubing – HA-Westerbauer – Gevelsberg-Knapp – Gevelsberg Hbf – Gevelsberg-Kipp – Gevelsberg West – Schwelm – Schwelm West – W-Langerfeld – W-Oberbarmen – W-Barmen – W-Unterbarmen – Wuppertal Hbf – W-Steinbeck – W-Zoologischer Garten – W-Sonnborn – W-Vohwinkel – Haan-Gruiten – Hochdahl-Millrath – Hochdahl – Erkrath – D-Gerresheim – D-Flingern – Düsseldorf Hbf – D-Friedrichstadt – D-Bilk – D-Völklinger Straße – D-Hamm – NE Rheinpark-Center – NE Am Kaiser – Neuss Hbf – Büttgen – Kleinenbroich – Korschenbroich – MG-Lürrip – Mönchengladbach Hbf Stand: Fahrplanwechsel Dezember 2023                                | 30 min 60 min (Hagen–Oberbarmen) 20 min (Oberbarmen–M’gladbach wochentags) | DB Regio      |
| S 9   | Recklinghausen Hbf – Herten (Westf) – Gladbeck West – Bottrop-Boy – Bottrop Hbf – E-Dellwig Ost – E-Gerschede – E-Borbeck – E-Borbeck Süd – Essen West – Essen Hbf – E-Steele – E-Überruhr – E-Holthausen – E-Kupferdreh – Velbert-Nierenhof – Velbert-Langenberg – Velbert-Neviges – Velbert-Rosenhügel – Wülfrath-Aprath – W-Vohwinkel – W-Sonnborn – W-Zoologischer Garten – W-Steinbeck – Wuppertal Hbf – W-Unterbarmen – W-Barmen – W-Oberbarmen – W-Langerfeld – Schwelm West – Schwelm – Gevelsberg West – Gevelsberg-Kipp – Gevelsberg Hbf – Gevelsberg-Knapp – HA-Westerbauer – HA-Heubing – HA-Wehringhausen – Hagen Hbf Stand: Fahrplanwechsel Dezember 2023 | 60 min                                                                     | DB Regio      |

Das Empfangsgebäude, am Bahndamm gebaut, dient heute lediglich als westlicher Zugang zu den Bahnsteigen der S-Bahn. Von östlicher Seite ist die Station von einer Fußgänger-Überführung über die Bahnstrecke erreichbar. Zwei Park-and-ride-Parkplätze befinden sich am Bahnhof, der größere südwestlich des Bahnsteigs. Ein barrierefreier Zugang zum Bahnsteig besteht aber nur vom kleineren Parkplatz am Empfangsgebäude.
Über den westlichen Ausgang durch das Empfangsgebäude ist der Campus Haspel der Bergischen Universität Wuppertal fußläufig erreichbar.
Trotz einer Modernisierung im Jahr 2003 befindet es sich in schlechtem Zustand. Ein Gastronomiebetrieb, der hier ansässig war, schloss im November 2004 aufgrund der schlechten Bausubstanz und eröffnete im August 2005 einen neuen Standort in Elberfeld. Im Juli 2016 wurde das Empfangsgebäude an einem nicht genannten privaten Investor verkauft.
Der Bahnhof ist derzeit in die Preisklasse 4 eingeordnet.

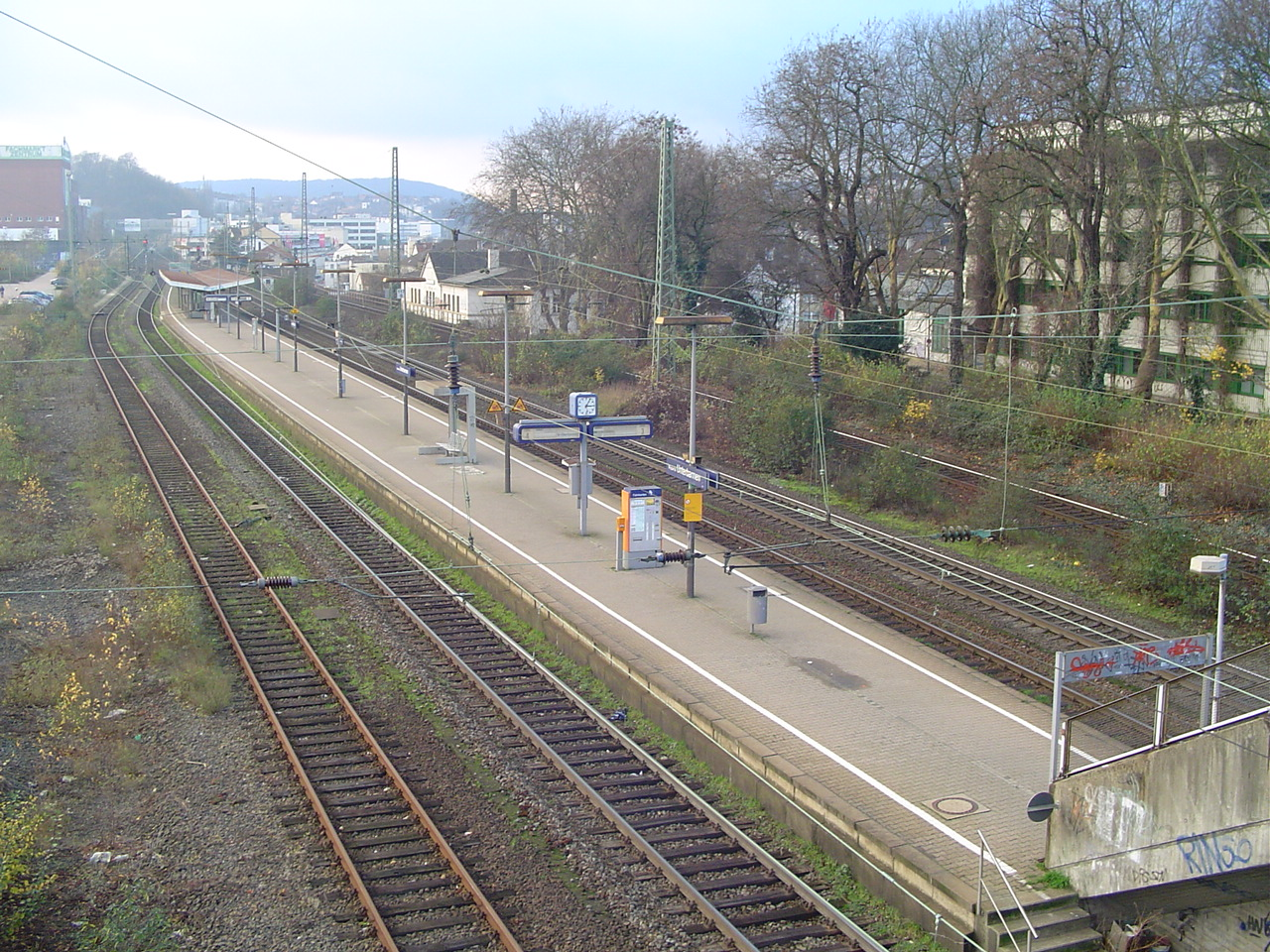
Der S-Bahnhof
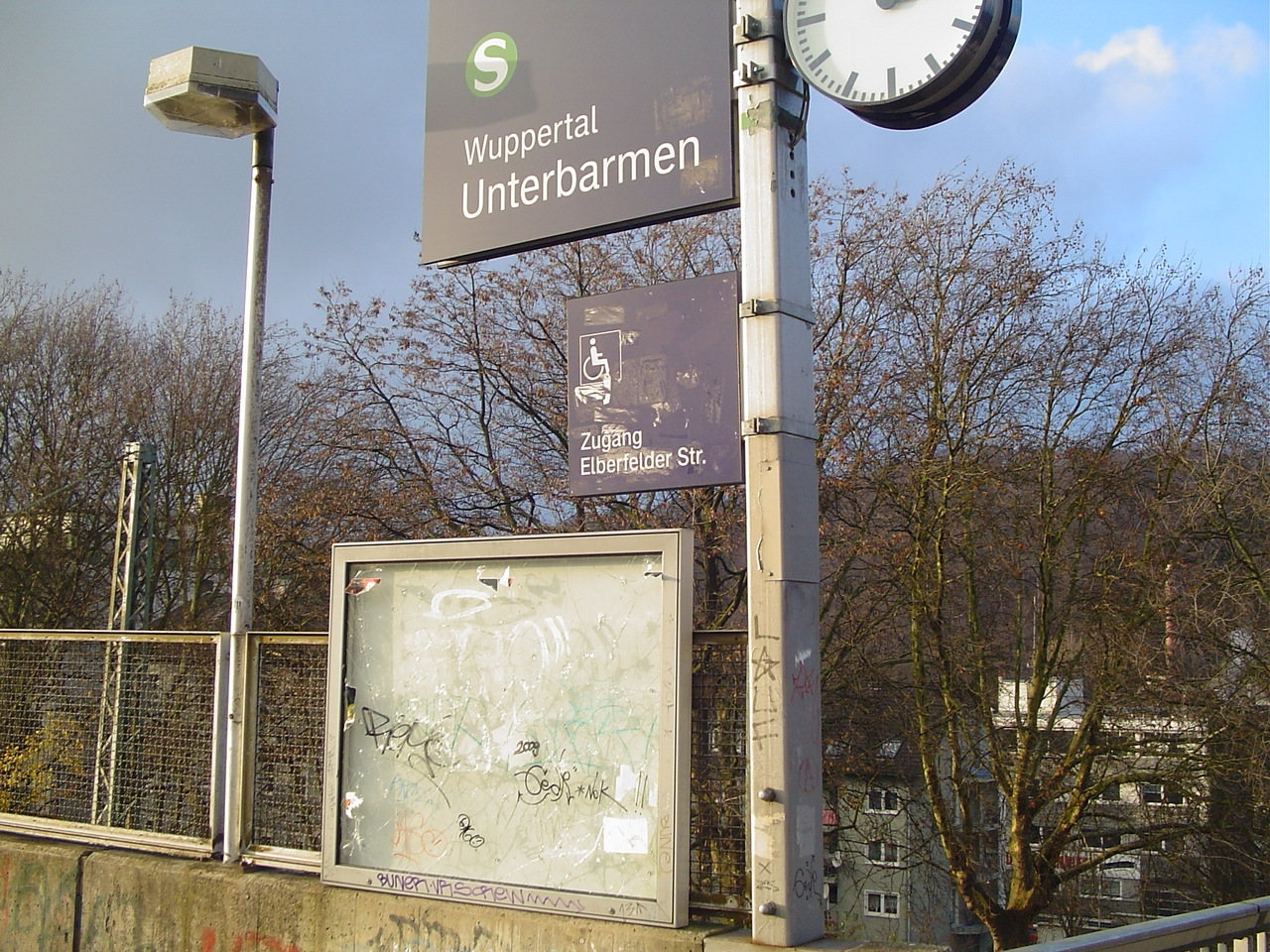
Der S-Bahnhof

2016 wurde der Bahnhof auch für Dreharbeiten der Serie Wishlist genutzt.